# Macroscelides micus
Espèce
Statut de conservation UICN

 LC  : Préoccupation mineure
Macroscelides micus est une espèce de macroscélides de la famille des Macroscelididae.

## Aire de répartition
Ce macroscélide est endémique de Namibie. Il se rencontre dans les trapps d'Etendeka (en).

## Étymologie
L'épithète spécifique micus (dérivant du mot grec mickros), qui signifie « petit », est nommée en référence à sa petite taille. C'est le plus petit des macroscélides.

## Taxinomie
Cette espèce a été décrite pour la première fois en 2014 par les naturalistes Jack Dumbacher, Galen Rathbun (en), Timothy O. Osborne, Michael Griffin et Seth J. Eiseb.